# Agrostis acutiflora
Agrostis acutiflora é uma espécie de gramínea do gênero Agrostis, pertencente à família Poaceae.